# Gen gây chết

Bản đồ gen gây chết ở chuột, con chuột chết ở ô số 4 mang gen gây tử vong

Gen gây chết hay gen gây tử vong (Lethal allele hay lethal genes) là các alen gây ra cái chết cho sinh vật mang chúng. Chúng thường là kết quả của đột biến trong các gen cần thiết cho sự tăng trưởng hoặc phát triển.

## Đại cương
Các alen Lethal có thể là gen lặn, gen trội (chi phối) hoặc có phát sinh có điều kiện tùy thuộc vào kiểu gen hoặc gen liên quan. Các alen có thể gây tử vong cho sinh vật trước khi sinh hoặc bất cứ lúc nào sau khi sinh, mặc dù chúng thường biểu hiện sớm trong quá trình phát triển. Các alen Lethal lần đầu tiên được Lucien Cuénot phát hiện vào năm 1905 trong khi nghiên cứu sự di truyền của màu lông ở chuột. Gen agouti ở chuột chịu trách nhiệm chính trong việc xác định màu lông.
Các alen chỉ cần có mặt trong một bản sao trong một sinh vật gây tử vong được gọi là alen gây tử vong chiếm ưu thế hay còn gọi là gen trội gây chết. Những alen này thường không được tìm thấy trong quần thể vì chúng thường dẫn đến cái chết của một sinh vật trước khi nó có thể truyền alen gây chết người đến con cái của nó. Một ví dụ ở người của một alen gây chết người chi phối là bệnh Huntington, một rối loạn thoái hóa thần kinh hiếm gặp dẫn đến tử vong. Một người biểu hiện bệnh Huntington khi họ mang theo một bản sao duy nhất của alen Huntingtin lặp lại mở rộng trên nhiễm sắc thể số 4.